# Велика Пустинь
Велика Пусти́нь (рос. Большая Пустынь) — присілок у складі Тавдинського міського округу Свердловської області.
Населення — 192 особи (2010, 252 у 2002).
Національний склад населення станом на 2002 рік: росіяни — 87 %.